# Robert Scarlett
Robert Anthony Scarlett (Kingston, 14 gennaio 1979) è un ex calciatore giamaicano, di ruolo difensore.

## Caratteristiche tecniche
Era un terzino sinistro.

## Carriera

### Nazionale
Ha debuttato in Nazionale il 24 febbraio 1999, nell'amichevole Costa Rica-Giamaica (9-0), subentrando a Damion Powell all'inizio del secondo tempo. Ha messo a segno le sue prime reti con la maglia della Nazionale il 24 novembre 2004, in Giamaica-Sint Maarten (12-0), siglando la rete del momentaneo 6-0 al minuto 20 e la rete del definitivo 12-0 al minuto 85. Ha partecipato, con la Nazionale, alla CONCACAF Gold Cup 2005. Ha collezionato in totale, con la maglia della Nazionale, 40 presenze e tre reti.

## Palmarès

### Club

#### Competizioni nazionali
- Campionato giamaicano di calcio: 3

Harbour View: 1999-2000, 2000-2001, 2006-2007
- Coppa della Giamaica: 3

Harbour View: 1997-1998, 2000-2001, 2001-2002